# Малашков, Евгений Борисович
Евгений Борисович Малашков — советский хозяйственный, государственный и политический деятель, Герой Социалистического Труда.

## Биография
Родился в 1932 году в селе Новософиевка. Член КПСС.
С 1948 года — на хозяйственной, общественной и политической работе. В 1948—1992 гг. — колхозник, механизатор, звеньевой совхоза «Советский Азербайджан» Голопристанского района Херсонской области Украинской ССР.
Указом Президиума Верховного Совета СССР от 23 июня 1966 года за успехи, достигнутые в увеличении производства и заготовок пшеницы, ржи, гречихи, проса, риса, кукурузы и других зерновых и кормовых культур, присвоено звание Героя Социалистического Труда с вручением ордена Ленина и золотой медали «Серп и Молот».
Делегат XXVII съезда КПСС.
Умер в селе Новософиевка Голопристанского района Херсонской области в 2003 году.